# Mit siebzehn beginnt das Leben
Mit siebzehn beginnt das Leben ist ein deutscher Spielfilm des Regisseurs Paul Martin aus dem Jahr 1953 in Schwarzweiß. Die Hauptrollen sind mit Sonja Ziemann, Anne-Marie Blanc und Paul Hubschmid besetzt. Das Drehbuch stammt von Gerda Corbett und dem Regisseur. Es basiert auf dem Roman Der liebe Gott schläft von dem ungarischen Schriftsteller Gábor von Vaszary. In Deutschland kam der Streifen zum ersten Mal am 12. November 1953 in Bielefeld in die Kinos.

## Handlung
Viel zu früh ist Aline Deshuges Witwe geworden. Seither lebt sie nur noch für ihre Tochter, die inzwischen 14-jährige Madeleine. Auf den Rat ihrer Freundin Clarisse Peronne hin gibt Aline Madeleine in ein Internat. Als nächsten Schritt sorgt Clarisse dafür, dass ihre Freundin im Hause Peronne den Chirurgen Professor Lenoire kennenlernt. Die Verlobung mit ihm lässt nicht lange auf sich warten.
Der Professor schickt seine Braut zu dem Maler Raymond Montandon, um sie von ihm porträtieren zu lassen. Dabei verliebt sich Aline in den Künstler. Es dauert aber nicht lange, bis sie merkt, dass der ein Luftikus ist und nur für den Augenblick lebt. Wutentbrannt rennt sie auf die Straße, wo sie von einem Auto angefahren und schwer verletzt ins Krankenhaus eingeliefert wird. Professor Lenoire gibt sich große Mühe, Aline am Leben zu erhalten, kann sie aber nicht retten.
Als Raymond von Alines Tod erfährt, regt sich in ihm zum ersten Mal in seinem Leben das Gewissen. Jetzt will er an Madeleine, die unter dem Tod ihrer Mutter am meisten zu leiden hat, wieder etwas gutmachen. Er nimmt sie in sein Haus auf und kümmert sich rührend um das Mädchen. Je länger Madeleine bei dem Maler wohnt, desto weniger können die beiden ihre Gefühle zueinander verbergen. Raymond hält es schließlich für das Beste, wenn sie sich – zunächst einmal für zwei Jahre – trennen. Sollten sie sich danach immer noch begehren, soll Hochzeit sein.
Nach der Trennungszeit steht Madeleine wieder vor der Tür des Malers und macht einen tiefen Eindruck auf ihn. Sie hat sich in den letzten zwei Jahren – inzwischen ist sie 17 Jahre alt – zu einer formvollendeten Dame entwickelt und erinnert Raymond an sein Eheversprechen.
Im Laufe der Zeit beginnt Raymond, um die Dauer seines großen Glücks zu bangen. Schließlich gesteht er Madeleine seine Mitschuld am Tod ihrer Mutter. Nach dieser Beichte glaubt er, dass nun alles vorbei sei. Daher verlässt er Madeleine heimlich. Sie aber fährt ihm nach. Als sie ihn gefunden hat, erkennen beide, dass ihre Liebe stärker ist als der Schatten der Vergangenheit.

## Produktionsnotizen
Der Film wurde im Atelier Berlin-Tempelhof produziert. Die Außenaufnahmen entstanden in Berlin-Tegel sowie am Luganersee.
Der Arbeitsausschuss der FSK war der Meinung, dass der Film den Jugendlichen ein falsches Bild von der Liebe vermittle und gab ihn nur für Erwachsene frei. Eine Szene, in der die 14-jährige Mad ihre Liebe zu dem älteren Mann einem Priester beichtet, wurde auf Wunsch des Kirchenvertreters nach einstimmigem Beschluss ganz entfernt, da sie eindeutig für katholische Kreise das religiöse Empfinden verletze.

## Kritik
Das Lexikon des internationalen Films bemerkt lakonisch, bei dem Streifen handle es sich um eine deutsche Filmkonfektion aus den 1950er Jahren, hebt aber zusätzlich noch hervor, dass die damals 27-jährige Sonja Ziemann zeitweise eine 14-Jährige zu spielen hatte.

## Quelle
- Programm zum Film: Das Neue Film-Programm, erschienen im gleichnamigen Verlag H. Klemmer & Co., Neustadt an der Weinstraße, ohne Nummernangabe